# Myślenie magiczne
Myślenie magiczne – pojęcie z zakresu psychologii i psychiatrii określające taką treść rozumowania, w którym (w przekonaniu podmiotu) myślenie jest tożsame z działaniem. Na przykład życzenie komuś śmierci powoduje (w przekonaniu podmiotu), że ten ktoś umiera (zobacz też: myślenie życzeniowe). Innym przykładem może być myślenie w rodzaju „kiedy przechodzę koło latarni, powoduję, że ona gaśnie” (mimo że w rzeczywistości gaśnie także wtedy, kiedy przechodzą inni/nikt nie przechodzi).
Myślenie magiczne może skutkować np. wymyślaniem mowy, poezji albo „swojego świata”. 
Myślenie magiczne charakteryzuje się katatymiczną oceną rzeczywistości i katatymicznymi dążeniami i pragnieniami oraz związaną z tym wiarą w zabobony, mającymi na celu zapobieganie nieszczęściom.
Myślenie magiczne jest charakterystyczne dla myślenia przedoperacyjnego u dzieci, cywilizacji prymitywnych, schizofrenii, zaburzeń schizotypowych oraz nerwicy natręctw.

## Myślenie magiczne w nerwicy natręctw
Myślenie magiczne w nerwicy natręctw polega na przeświadczeniu chorego, iż wykonanie określonych czynności obroni go przed bliżej nieokreślonym niebezpieczeństwem. Zaniechanie tych czynności wywołuje poczucie dyskomfortu. Chory musi np. myć ręce określoną ilość razy i w określony sposób. Musi poruszać się określonymi ulicami, czytać wszystkie informacje na ulicznych plakatach, kłaść się spać zgodnie z określonym porządkiem.

## Myślenie magiczne w behawioryzmie
We wczesnym etapie rozwoju behawioryzmu próbowano traktować umysł jako czarną skrzynkę, do której nie ma dostępu. W związku z tym myślenie traktowane było jako nieistotny epifenomen towarzyszący zachowaniu (reagowaniu na bodźce).
Burrhus Skinner zaproponował także traktowanie myślenia i innych procesów poznawczych jako reakcji na bodźce, które są pod kontrolą wzmocnień.
W teorii tej występuje jednak termin zależność magiczna, którego sens jest podobny do myślenia magicznego. Zależność magiczna jest to taka zależność między reakcją organizmu a wzmocnieniem, które po nim następuje, która to zależność istnieje w przekonaniu organizmu, lecz nie istnieje w rzeczywistości.
Jeśli dana osoba przekonana jest, że np. chuchanie na kości do gry przed rzutem może „przynieść szczęście”, to taka reakcja może zostać utrwalona (niekiedy ilość wyrzuconych oczek jest zgodna z oczekiwaniami danej osoby) i wtedy staje się zależnością magiczną.
Behawioryści chcieli wskazać w ten sposób, że pewne formy zachowań i przekonań nie muszą wynikać z zaburzeń ani nieprawidłowych procesów myślowych, ale są wynikiem warunkowania. Każda osoba może „nabawić się” zależności magicznych, jeśli doświadczy odpowiedniej (najczęściej przypadkowej) zależności między własnymi zachowaniami a przypadkowymi konsekwencjami (które mogą być miłe lub przykre), jakie po zachowaniach następują.